# Gonostoma denudatum
Gonostoma denudatum is een straalvinnige vissensoort uit de familie van de borstelmondvissen (Gonostomatidae). De wetenschappelijke naam van de soort werd voor het eerst geldig gepubliceerd in 1810 door Constantine Samuel Rafinesque.